# Морской транспорт России

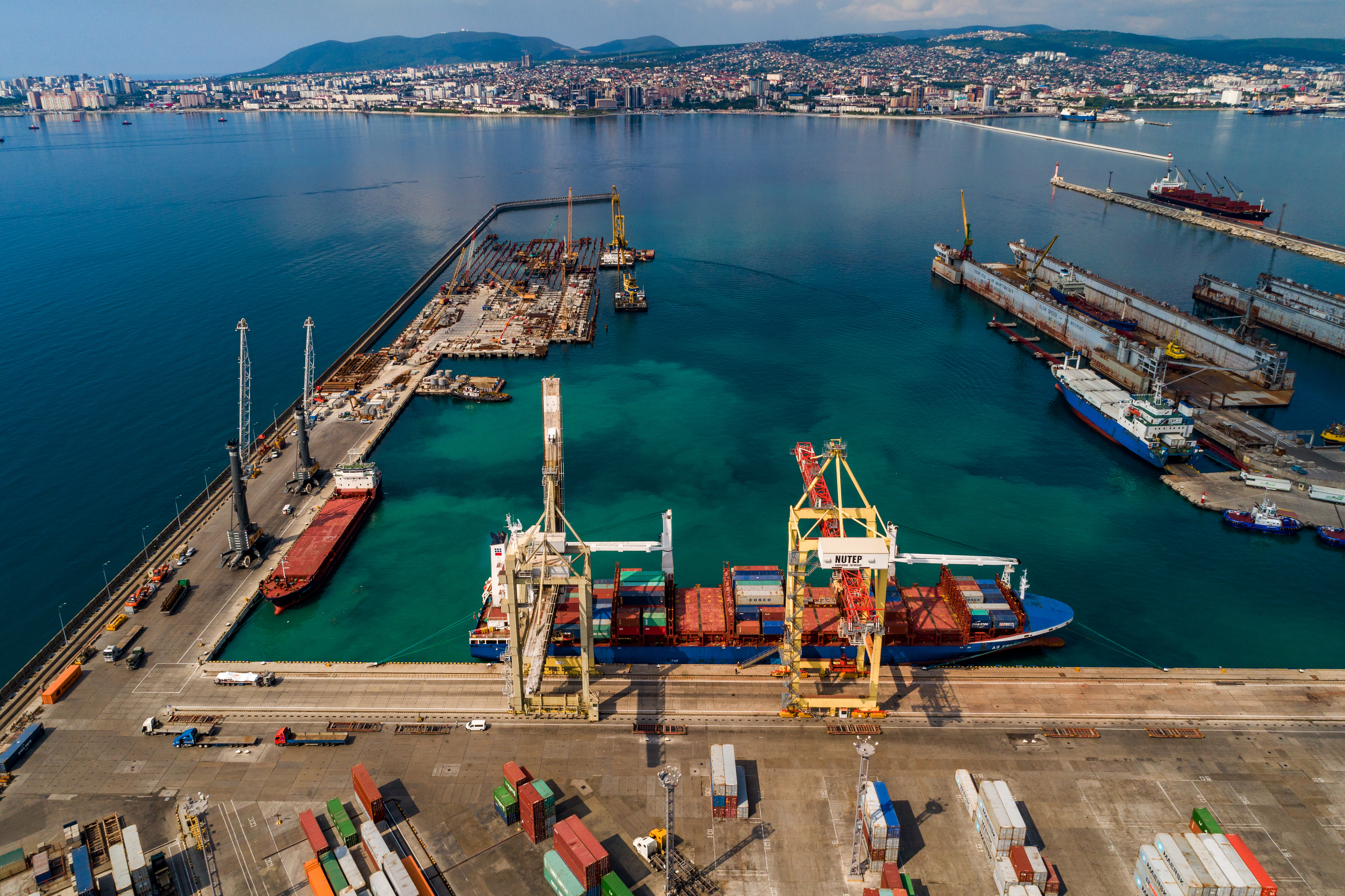
Новороссийский морской порт

Морской транспорт России  — одна из составляющих транспортной отрасли России. Он, в основном, ориентирован на обслуживание внешней торговли, а для каботажных перевозок используется в минимальных объемах (в основном для доставки грузов в прибрежные местности Крайнего Севера и Дальнего Востока) .

## Торговый флот
На начало 2011 года контролируемый российскими судовладельцами морской транспортный флот работал в основном под иностранными «удобными флагами», формально принадлежа офшорным компаниям  (77,6% по количеству судов и 72,5% по дедвейту). При этом офшорным компаниям принадлежали относительно новые суда средний возраст которых не превышал восьми лет, в то время как под российским флагом эксплуатировались старые суда, возраст которых достигал 23 лет. Процесс перехода российских судов под «удобные флаги» начался практически сразу после распада СССР, торговый флот которого находился на 4-м месте в мире и составлял около 15 тыс. судов. К 2005 году под флагом России эксплуатировалось менее 200 крупнотоннажных судов суммарным дедвейтом порядка 2,6 млн тонн, в то время как в 1992 году их было около 800, и их дедвейт составлял более 10,5 млн тонн.
С 2006 года для привлечения судов под российский флаг началась регистрация судов в Российском международном реестре судов (РМРС, так называемый второй реестр), что предоставляет судовладельцам существенные налоговые льготы. С момента создания РМРС до 2021 года из-под флагов иностранных государств под российскую юрисдикцию перешли 1224 судна.
На 1 февраля 2020 года морской транспортный флот России насчитывал 1423 судна суммарным дедвейтом 22,4 млн т., из них 1176 судов под российским флагом суммарным дедвейтом 7,7 млн т и 247 судов под иностранными флагами суммарным дедвейтом 14,7 млн т, контролируемых российскими судовладельцами. В Российском международном реестре судов было зарегистрировано 771 судно суммарным дедвейтом 6,1 млн т.

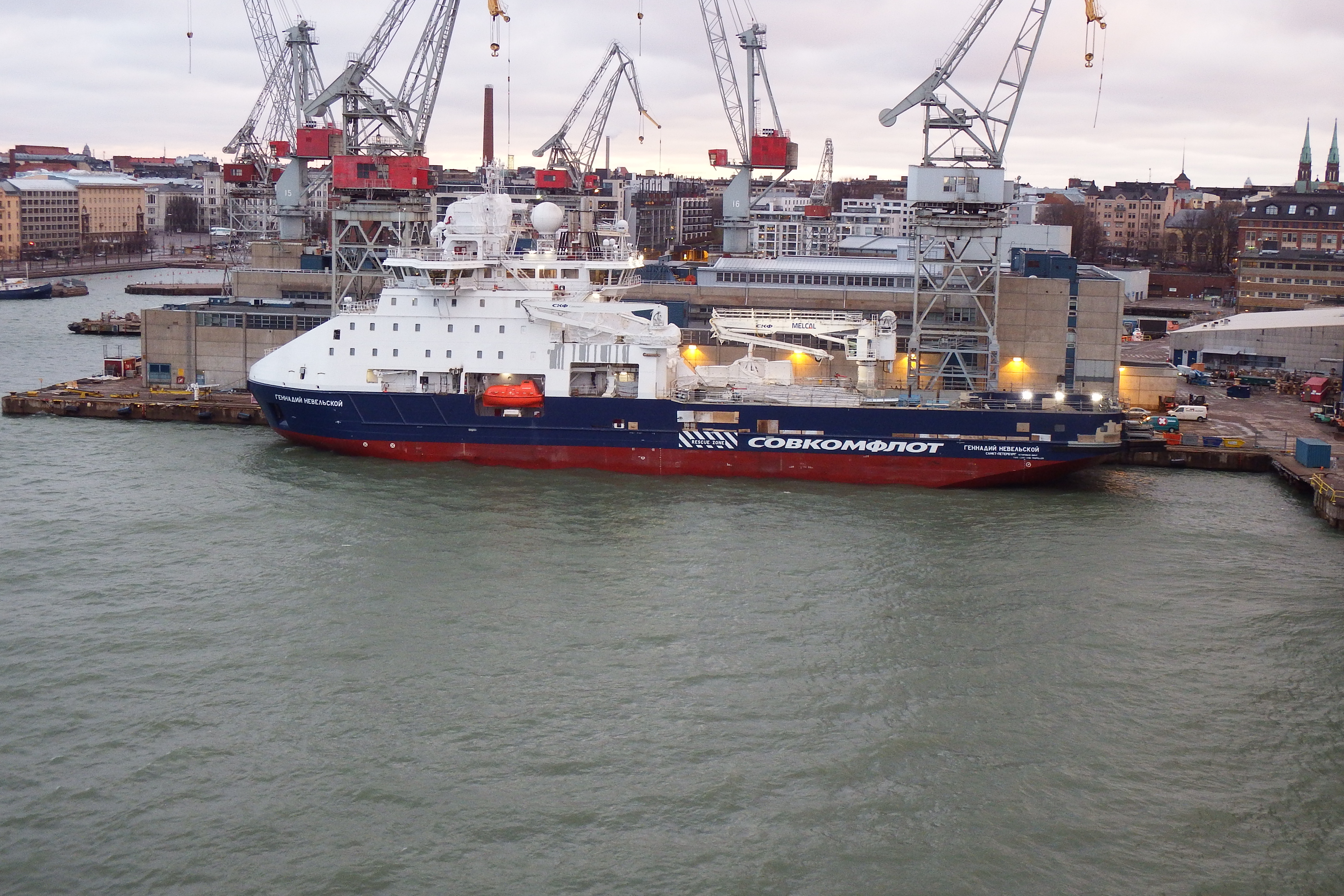
Построенное для «Совкомфлота» судно «Геннадий Невельской» на верфи в Хельсинки, декабрь 2016 года

Крупнейшими судоходными компаниями России (по дедвейту) на 2020 год были: ПАО «Совкомфлот», ООО ЛК «Волга», ООО РПК «Норд», ПАО «Северо-Западное пароходство», АО «Роснефтефлот», ООО «Газпромнефть Шиппинг», ООО «Новогрейн», АО «Судоходная компания «Волжское пароходство», ООО «Палмали», ООО «Пола Райз».
Для перевозки нефти, нефтепродуктов и сжиженного природного газа в обход санкций, введённых Евросоюзом и странами Большой семёрки в связи со вторжением России на Украину, в 2022 году был создан так называемый «теневой флот России».

## Морские порты
Крупнейшим в России является незамерзающий Новороссийский морской порт на Чёрном море . После распада СССР существенная часть портовых мощностей, которые ранее использовались для экспорта российской продукции и ввоза грузов, предназначенных для России, оказались на территории ставших независимыми Латвии, Литвы, Эстонии, Украины . На Балтийском море лишь порты Калининграда, Санкт-Петербурга, Выборга и Высоцка находились на территории России, они обслуживали лишь четверть всего советского грузопотока по Балтийскому морю. Важнейшей движущей силой развития российских портов стал экспорт энергоресурсов. Так, для экспорта нефти был построен порт Приморск, терминалы для перевалки угля появились в Усть-Луге и Высоцке, для перевалки нефтепродуктов — в Приморске и Калининграде.  
Также, поскольку после распада СССР Россия имела лишь ограниченные мощности для перевалки контейнеров, то грузы в контейнерах доставлялись в Россию транзитом через порты государств Прибалтики и Финляндии.  В связи с этим происходило наращивание контейнерных мощностей в российских портах Балтийского моря, также в них появились терминалы по перевалке импортируемых автомобилей. Грузооборот балтийских портов России с 2005 по 2020 год вырос в три раза.